# Heartland Championship 2023
El Campeonato Heartland 2023 fue la decimoséptima edición del torneo de segunda división de rugby de Nueva Zelanda.

## Sistema de disputa
Cada equipo disputó 8 encuentros frente a sus rivales.
- Los cuatro equipos con mejor clasificación al final de la fase de grupos clasificaron a las semifinales de la Copa Meads buscando el título de la competición.

- Los equipos entre la quinta y octava posición al final de la fase de grupos clasificaron a las semifinales de la Copa Lochore, la copa que se asigna al ganador de los playoff por el quinto puesto.

## Clasificación
| Pos. | Equipo            | Encuentros | Encuentros | Encuentros | Encuentros | Tantos | Tantos | Tantos | PB | Puntos |
| Pos. | Equipo            | PJ         | PG         | PE         | PP         | F      | C      | Dif    | PB | Puntos |
| ---- | ----------------- | ---------- | ---------- | ---------- | ---------- | ------ | ------ | ------ | -- | ------ |
| 1.º  | South Canterbury  | 8          | 8          | 0          | 0          | 341    | 180    | +161   | 8  | 40     |
| 2.º  | Wanganui          | 8          | 6          | 0          | 2          | 264    | 156    | +108   | 8  | 32     |
| 3.º  | Thames Valley     | 8          | 6          | 0          | 2          | 246    | 220    | +26    | 8  | 32     |
| 4.º  | East Coast        | 8          | 5          | 0          | 3          | 222    | 183    | +39    | 7  | 27     |
| 5.º  | North Otago       | 8          | 4          | 0          | 4          | 259    | 228    | +31    | 6  | 22     |
| 6.º  | Wairarapa Bush    | 8          | 4          | 0          | 4          | 190    | 246    | -56    | 6  | 22     |
| 7.º  | West Coast        | 8          | 4          | 0          | 4          | 218    | 212    | +6     | 4  | 20     |
| 8.º  | Poverty Bay       | 8          | 2          | 0          | 6          | 229    | 249    | -20    | 8  | 16     |
| 9.º  | Mid Canterbury    | 8          | 2          | 0          | 6          | 221    | 245    | -24    | 8  | 16     |
| 10.º | King Country      | 8          | 3          | 0          | 5          | 175    | 248    | -73    | 4  | 16     |
| 11.º | Buller            | 8          | 2          | 0          | 6          | 165    | 242    | -77    | 7  | 15     |
| 12.º | Horowhenua-Kapiti | 8          | 2          | 0          | 6          | 176    | 297    | -121   | 3  | 11     |

|  | Semifinales Copa Meads.   |
|  | Semifinales Copa Lochore. |

## Copa Lochore - Quinto Puesto

### Semifinal
| 7 de octubre | North Otago | 35 - 40 | Poverty Bay |  |  |

| 7 de octubre | Wairarapa Bush | 27 - 33 | West Coast |  |  |

### Final
| 15 de octubre | West Coast | 23 - 20 | Poverty Bay |  |  |

| Bandera de Nueva Zelanda        |
| Ganador Copa Lochore West Coast |
| Primer título                   |

## Copa Meads

### Semifinal
| 7 de octubre | South Canterbury | 34 - 17 | East Coast |  |  |

| 7 de octubre | Wanganui | 38 - 3 | Thames Valley |  |  |

### Final
| 14 de octubre | South Canterbury | 40 - 30 | Thames Valley |  |  |

| Bandera de Nueva Zelanda |
| Campeón South Canterbury |
| Tercer título            |